# てっぺん! (テレビ静岡)
『てっぺん!』（てっぺん）は、2013年9月30日から2019年6月14日までテレビ静岡で生放送していた平日午後の生活情報バラエティ番組である。ステレオ放送を実施。全1420回。
放送開始から『情報ワイド てっぺん静岡』（じょうほうワイド てっぺんしずおか）として4年間放送し、2017年10月2日より『てっぺん!』に改題している。

## 概要
同局が平日帯の情報番組を放送するのは1977年に終了した『マイしずおか』以来である。当番組を立ち上げるのに合わせて、『まめサタ』を2013年3月で終了させ、同年4月から平日15時台に月1回試験的な番組を制作してきた。番組名は富士山にちなんで「"てっぺんネタ"をお届けしたい」としている。
本放送開始に先立ち、2013年8月26日 - 8月30日（月曜日 - 金曜日）の15:00 - 16:00に、事前PR番組『先出し! てっぺん静岡』を放送した。また、1週間前の2013年9月23日（月曜日・祝日）にも、同じ時間で『てっぺん静岡一週間前』を放送した。
高橋がメインパーソナリティを務める静岡エフエム放送 (K-mix) のラジオ番組『K-mix モーニング ラジラ』との交流が深く、10月14日放送の同番組で北村花絵が浜松まで出向いて番組PRを行った。また、本番組中に高橋と北村が使用するマグカップもK-mixのノベルティグッズだったが、2015年6月29日から本番組オリジナルデザインに変更された。
2015年3月30日から、当番組と、17:00 - 19:00の『みんなのニュース しずおか』（『FNNみんなのニュース』内包）を合わせたコンプレックス形式の3時間10分ワイド『しずおか!てっぺんアワー』→『LIVEをピピピ』を形成し、『てっぺん静岡』はその第1部となる。
2015年6月26日放送分を最後に、北村が産休に入るため番組を休養した。北村に代わって同年6月29日より、地元・静岡市出身の堀友理子が高橋とともに司会を務めていた。2016年9月30日放送分をもって堀が降板し、同年10月3日放送分より北村が産休から復帰した。
改編を行う毎に時間帯が遅くなっており、2017年10月2日からは16:45 - 17:53に枠移動・拡大し、番組タイトルも『てっぺん!』に改題した（同時に『LIVEをピピピ』も『静岡すみずみアワー』に改題）。しかし、裏番組も類似した形態のバラエティ番組のためか視聴率が振るわず、2019年6月14日をもって本番組は終了した。その後、同年6月17日から28日まで一旦『Live News it!・第1部』（フジテレビ制作）を単独番組扱いで臨時フルネットしてつないだのち、7月1日より引き続き高橋が司会の新番組『ただいま!テレビ』（16:45 - 19:00、『Live News it!』の部分ネットを含む）を開始した。

## 番組終了時点の出演者

### 司会
- 高橋正純[4]

### 曜日アシスタント
- 室伏真璃（月・火曜日担当アシスタント。テレビ静岡アナウンサー）
- 大森万梨乃（水曜日担当アシスタント。テレビ静岡アナウンサー）
- 北村花絵（木・金曜日担当アシスタント。テレビ静岡アナウンサー）

### 曜日レギュラー
月曜日
- COWCOW

月イチ木曜日
- かじがや卓哉（iPhone芸人）

### ゲストコメンテーター
木曜日
- 天野友江（野菜ソムリエ、愛称ベジとも）

### リポーター
木・金曜日にいずれかが出演
- 永井俊樹（テレビ静岡アナウンサー）
- 本谷育美（テレビ静岡アナウンサー）※2018年4月から『プライムニュース しずおか』での活動が主になる。
- 田中美紗貴（テレビ静岡アナウンサー）
- 室伏真璃（テレビ静岡アナウンサー）
- 大森万梨乃（テレビ静岡アナウンサー）
- 小松建太（テレビ静岡アナウンサー）
- 松下翔太郎（テレビ静岡アナウンサー）

### ニュース担当
- その日の『プライムニュース しずおか』出演者が担当。

月曜日
- 蓮見直樹（テレビ静岡アナウンサー）

### 天気予報担当
- 片山美紀（気象予報士、ウェザーマップ所属）

### 過去の出演者
司会
- 堀友理子（オフィス北野所属フリーアナウンサー）2015年6月29日 - 2016年9月30日（北村の産休に伴う代役としての出演）

ニュース担当
- 平野有海（当時テレビ静岡アナウンサー・気象予報士）2014年3月まで

曜日レギュラー
- 小池亮介（月・水曜日レギュラー）2017年3月まで
- カズ&アイ（木曜日レギュラー）2015年3月まで(カズ逮捕により降板)

コメンテーター
- 松村麻子（womo編集長、月曜日レギュラー）2014年9月まで
- 永松典子（Baratee編集長、愛称てんこ、月曜日レギュラー）2014年10月 - 2016年3月まで
- yosu（シンガーソングライター、火曜日レギュラー）
- 林家ぼたん（落語家、水曜日レギュラー)
- 園田正代（北極しろくま堂代表、水曜日レギュラー）
- 平野雅彦（静岡大学客員教授、水曜日レギュラー）
- YANAGIMAN（音楽プロデューサー、水曜日レギュラー）
- 久保田香里（静岡デザイン専門学校校長、木曜日レギュラー）
- 岡本プク（芸能プロダクション・あろゑプロジェクト代表、金曜日レギュラー）
- 山田花子（金曜日レギュラー）
- ちゅ〜りっぷ（火曜日レギュラー）
- 岡崎祐季（静岡大学大学生）（火・金曜日レギュラー）

リポーター
- 伊藤弘美（当時テレビ静岡アナウンサー、現・セント・フォース）2016年5月まで
- 吉澤美菜（当時テレビ静岡アナウンサー）2016年12月まで
- 林愛実（当時テレビ静岡アナウンサー）2017年3月まで
- 北清杏奈（DIYアドバイザー・もとテレビ静岡アナウンサー→フリーアナウンサー）2017年3月まで
- 平松伴康（ラジオパーソナリティー）2015年3月まで
- 矢羽々恵匡（当時テレビ静岡アナウンサー）2015年3月まで
- コトブキツカサ（映画パーソナリティー）2016年3月まで
- 近藤春菜(ハリセンボン)2016年3月まで
- はんにゃ 2017年3月まで
- とにかく明るい安村 2017年3月まで
- トレンディエンジェル 2017年3月まで

## 番組コーナー
- てっぺんVOICE
- Live News it!・第1部（16:50 - 17:12.30、フジテレビから放送）
- テレビ静岡ニュース
- 続・静岡あたりまえ散歩（月曜日）
- セールdeレシピ（火曜日）
- キラ☆旅（火曜日）
- 北村花絵のとりあえずやってみた!（水曜日）
- かじがやサポートセンター（月イチ水曜日）
- いけちゃん＆大森のはまっちゃいます!（木曜日）
- とことん（金曜日）

### 過去のコーナー
- 今日の気になる静岡トピックス
- 今日は何の日？
- ズミ調・キタ調
  - めざましテレビの「ココ調」を参考にスタート。高橋（または北村）が静岡の今をレポート。
- ミーナ&ベジとものレシピ頂き隊（- 2016年3月、月曜日 - 金曜日）
- てっぺん脳トレ（2016年4月 - 9月は『みんなのニュース しずおか』でも放送）
- COWCOWのちょいいね!リレー
- あゆかの値切っちゃいます!!
- おもひで静岡（以上月曜日 - 金曜日）
- てっぺん火曜特集（- 2017年3月、火曜日）
- 静岡スマイルキャッチャー（- 2014年3月、火曜日）
- まるちゃんの静岡音頭（- 2014年3月、火曜日）
- てっぺん入門（- 2016年1月、火曜日）
- 静岡すいま川柳（- 2015年11月、不定期火曜日）
- 静岡フードミュージアム構想（- 2014年10月、水曜日）
- てっぺんランキング（- 2016年3月、月イチ水曜日）
- てっぺん調べ（- 2016年3月、木曜日）
- てっぺんDIY（- 2017年3月、月イチ木曜日）
- イマ旬ハンター
- てっぺんメイクアップ
- 奥さま変身大作戦
- てっぺん暮らしの法律相談（以上月イチ木曜日）
- てっぺんカレンダー（- 2017年1月、月イチ金曜日）

## 過去の放送時間
- 第1シリーズ 月曜日 - 金曜日 14:55 - 15:55 （日本時間、60分、2013年9月30日 - 2015年3月27日）
- 第2シリーズ 月曜日 - 金曜日 15:50 - 17:00（日本時間、70分、2015年3月30日 - 2016年4月1日）
- 第3シリーズ 月曜日 - 金曜日 15:50 - 16:50（日本時間、60分、2016年4月4日 - 2017年9月29日）